# Hong’an
Hong’an (chiń. upr. 红安县; chiń. trad. 紅安縣; pinyin Hóng’ān Xiàn) – powiat w północno-zachodniej części prefektury miejskiej Huanggang w prowincji Hubei w Chińskiej Republice Ludowej. Według danych z 2010 roku, liczba mieszkańców powiatu wynosiła 602148.